# Sistema di riconoscimento biometrico
Un sistema di riconoscimento biometrico è un particolare tipo di sistema informatico che ha la funzionalità e lo scopo di identificare una persona sulla base di una o più caratteristiche fisiologiche e/o comportamentali (biometria), confrontandole con i dati, precedentemente acquisiti e presenti nel database del sistema, tramite degli algoritmi e di sensori di acquisizione dei dati in input.
In inglese è noto come AIDC= Automatic Identification and Data Capture.

## Storia
Il primo metodo d'identificazione scientifico biometrico fu sviluppato nei laboratori del carcere di Parigi da Alphonse Bertillon (23 aprile 1853 - 13 febbraio 1914). 
Bertillon era figlio dello statistico Louis Bertillon e fratello del demografo - statistico Jacques. Nel 1870 venne nominato fotografo di servizio presso la prefettura di Parigi: annotando tutte le caratteristiche fisiche dei detenuti, fonda così il primo laboratorio di polizia scientifica e d'identificazione dei criminali, inventa l'antropologia giudiziaria chiamata appunto Sistema Bertillon o Bertillonage un sistema di identificazione rapidamente adottato in tutta l'Europa continentale e in seguito anche a Londra. Il suo metodo consisteva nella rilevazione delle misure fisiche dei detenuti in quanto l'ossatura umana non cambia più dopo il ventesimo anno d'età ed ogni scheletro è diverso per ciascun individuo. Il nome del detenuto, le descrizioni e le misure fisiche del corpo di un individuo (cranio, lunghezza degli arti, lunghezza delle dita e dei piedi, lunghezza del naso, caratteristiche dell'orecchio) e una foto segnaletica, frontale e laterale dell'individuo a mezzo busto, venivano annotate su una scheda detta "Osservazioni Antropometriche".
L'archivio cresce molto velocemente, è così possibile riconoscere un soggetto nuovamente arrestato che presentava una falsa identità. Il problema maggiore che si evidenziò era per le misure, dovevano essere effettuate con grande accuratezza, solo lo scopritore di questo sistema di classificazione era in grado di effettuare i rilievi con la dovuta precisione. Bertillon organizzò corsi di formazione per numerosi esponenti di polizie europee a Londra e Parigi, ma le misure prese da altri soggetti, pure addestrati erano imprecise e non così affidabili come quelle del francese. La tecnica cadde gradualmente in disuso; nel frattempo vi fu la scoperta dell'impronta digitale. Diversi sono i nomi legati a questa invenzione anche se i due nomi più significativi sono quello di Galton e di sir Henry, che impostarono in modo sistematico la classificazione delle impronte digitali e che, all'inizio di questo secolo, contribuirono a dare alle impronte digitali il valore criminologico che oggi ricoprono. In Italia questo metodo fu messo a punto da un funzionario di polizia, Giovanni Gasti.
Un'autentica rivoluzione nell'utilizzo delle impronte digitali, soprattutto a fini criminologici, si è avuta una dozzina di anni fa, quando la crescente potenza dei sistemi di elaborazione permise alla polizia americana di mettere a punto il primo sistema AFIS - automatic fingerprint identification system. Solo grazie all'utilizzo di questo dispositivo informatico, collegato ad un capiente database, l'impronta digitale ha raggiunto l'attuale importanza criminologica.

## Introduzione

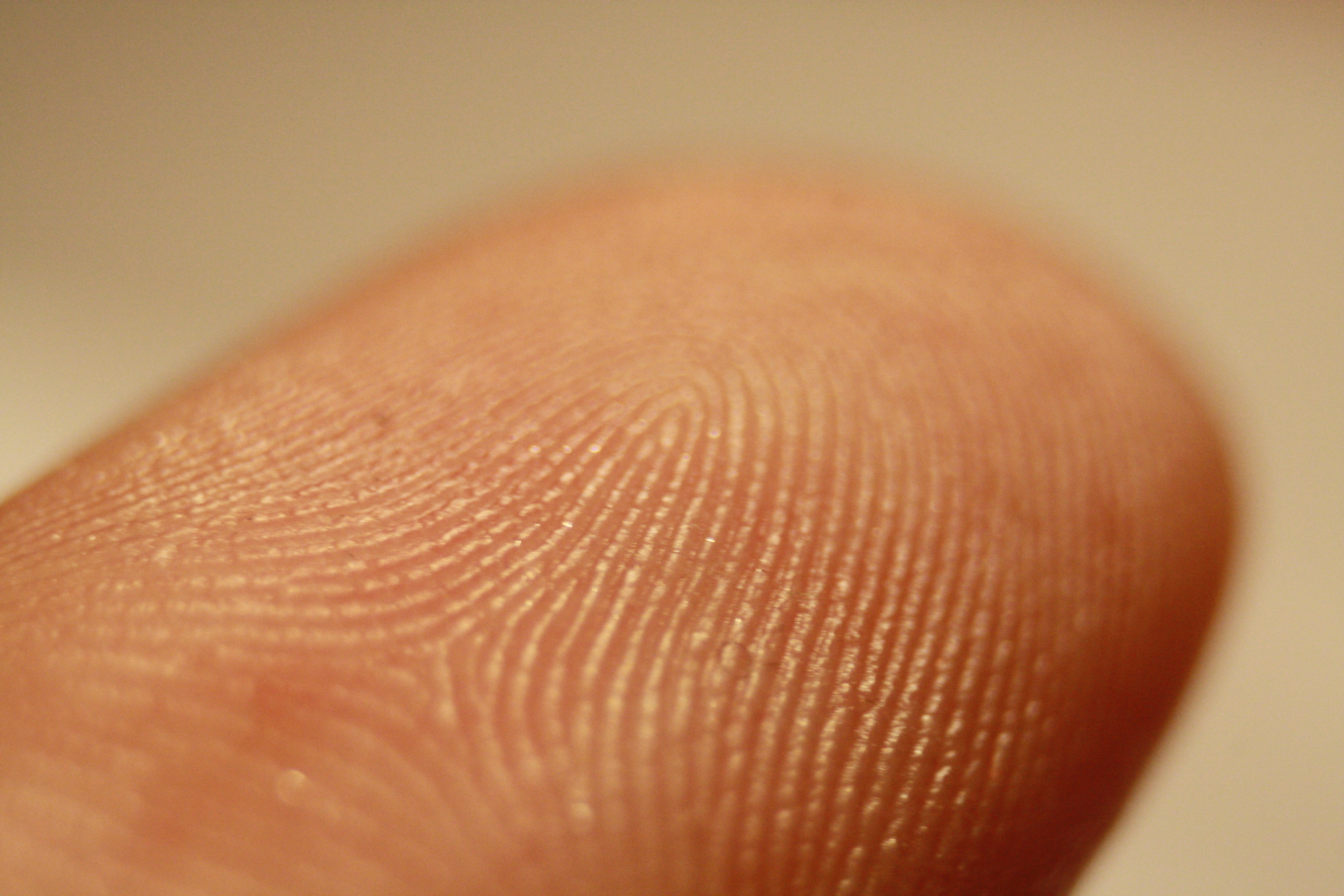
Impronte digitali

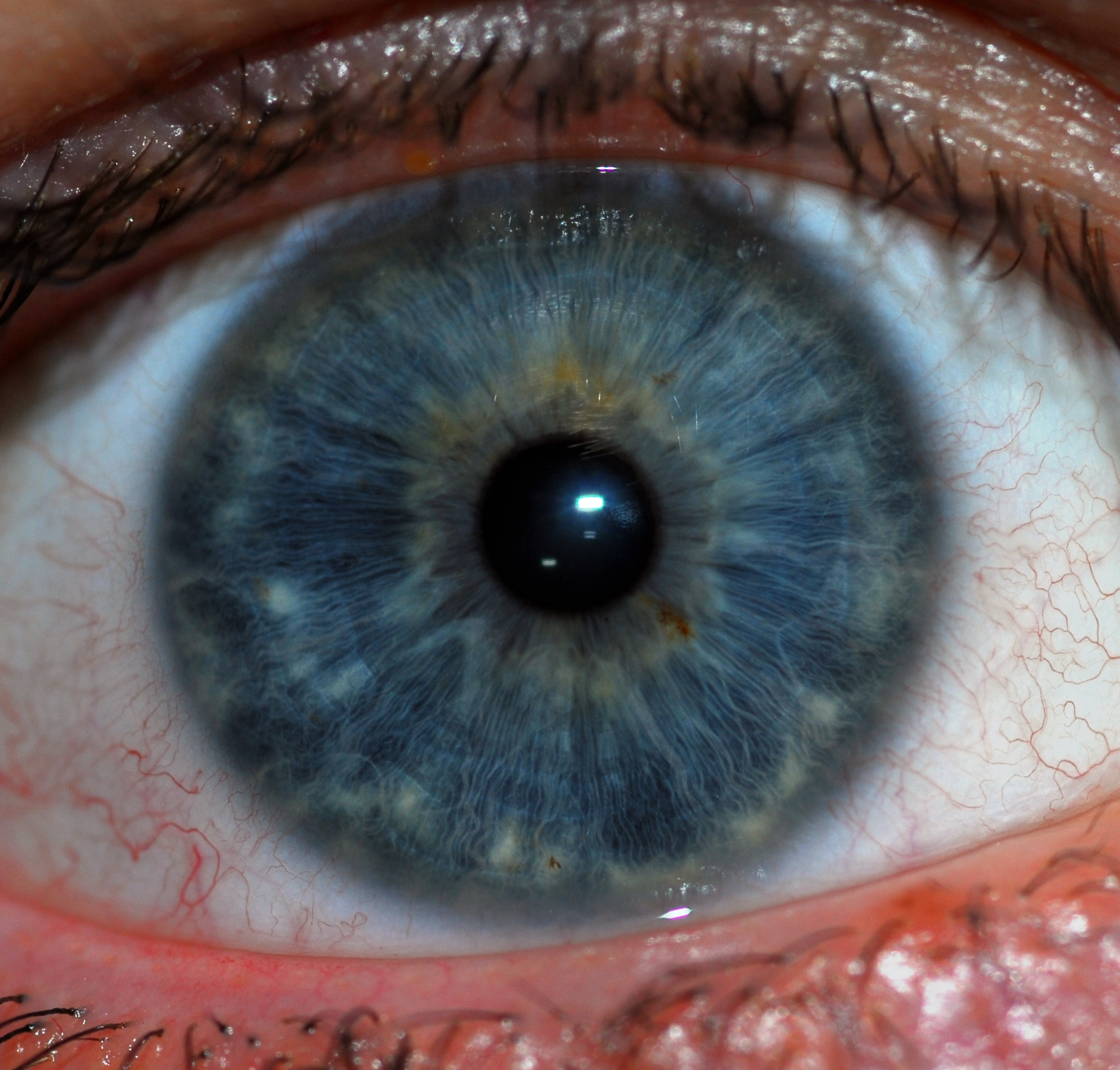
Iride umano

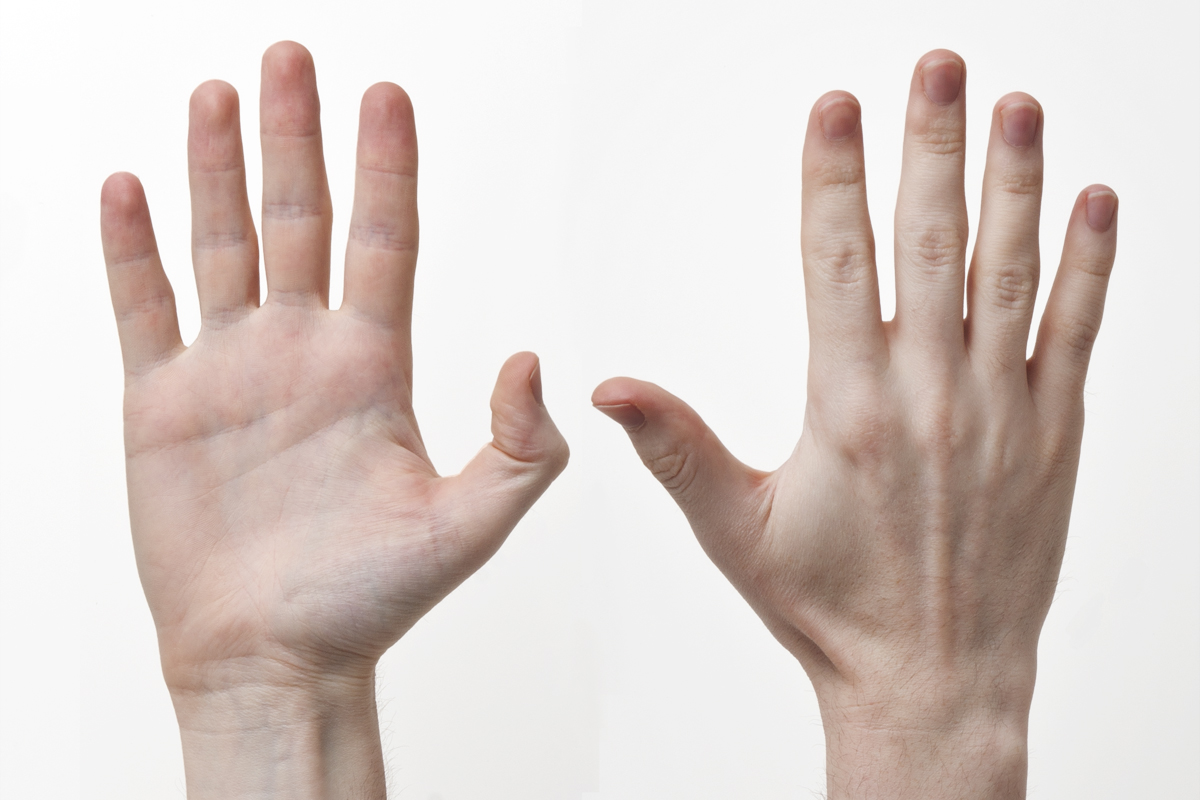
Mani umane

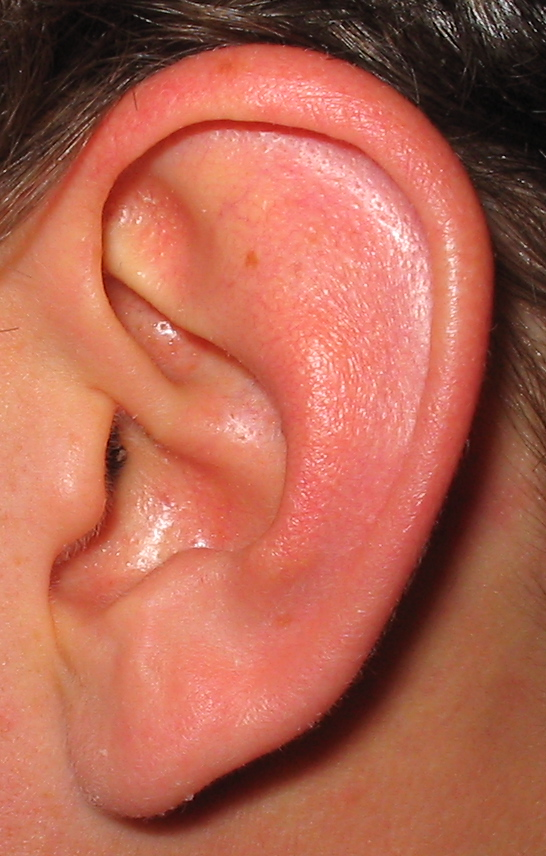
Orecchio umano

La biometria permette di stabilire che ogni individuo ha caratteristiche: 
1. Universali = tutti devono averla;
2. Uniche = due o più individui non possono avere la stessa uguale caratteristica;
3. Permanenti = questa non varia nel tempo;
4. Collezionabili = deve essere misurata quantitativamente.

### Caratteristiche
Le caratteristiche prese in considerazione dal sistema di riconoscimento biometrico possono essere:

#### Fisiologiche
- le impronte digitali,
- l'altezza,
- il peso,
- il colore e la dimensione dell'iride,
- la retina,
- la sagoma della mano,
- il palmo della mano,
- la vascolarizzazione,
- la forma dell'orecchio,
- la fisionomia del volto.

#### Comportamentali
Ossia azioni che normalmente l'individuo compie
- l'impronta vocale,
- la scrittura grafica,
- la firma,
- lo stile di battitura sulla tastiera,
- i movimenti del corpo.

Le caratteristiche fisiologiche di un individuo sono abbastanza stabili, soggette solo a piccole variazioni nel tempo, le componenti comportamentali invece possono essere influenzate dalla situazione psicologica dell'individuo, proprio per questo devono essere aggiornate spesso. 
Questo sistema vuole garantire l'unicità della persona, infatti codici segreti e carte di identificazione verificano solo ciò che una persona conosce e/o possiede, come ad esempio una password o un Codice PIN od il badge ma non l'identità della persona stessa. 
Le applicazioni biometriche possono essere utilizzate da sole o integrate con altre tecnologie come ad esempio smart card, chiavi crittografiche, RFID e firma digitale.

## Compiti del dispositivo
I principali compiti di questo dispositivo sono
- Enrollment = iscrizione (registrazione) dell'utente mediante una procedura di signup;
- Reference template = acquisizione mediante alcuni meccanismi (laser, scanner, telecamere, microfoni, ecc) dell'impronta biometrica di riferimento relativa ad una caratteristica biometrica e/o comportamentale dell'individuo.
- Fase di autenticazione = avviene mediante il confronto tra l'impronta biometrica di riferimento e la nuova impronta, generata ogni volta in fase di verifica;
- Interfaccia operativa = è l'interazione uomo-macchina, la connessione fisica, elettrica e la possibilità di comunicazione con il sistema.

Nella prima fase si crea l'impronta biometrica di riferimento attraverso la registrazione dell'utente, conosciuta anche come fase di enrollment. Viene creato un template tramite l'acquisizione di una o più immagini o suoni relative all'individuo, queste caratteristiche vengono poi elaborate grazie ad un algoritmo che varia da sistema a sistema. Il template viene quindi memorizzato nel sistema in modo tale da essere utilizzato come confronto durante la fase di autenticazione.

## Verifica e identificazione
I sistemi biometrici possono operare in due diverse modalità: verifica e identificazione.
Il processo di verifica (1 to 1 matching, uno ad uno) si ha quando il soggetto dichiara la sua identità. Il sistema quindi effettua un confronto tra l'immagine rilevata in tempo reale e quella corrispondente del template presente nell'archivio. 
L’identificazione (1 to many matching, verifica uno a molti) si ha quando l'immagine acquisita in tempo reale viene confrontata con tutte le immagini presenti nel database del sistema e viene poi associata a quella con le caratteristiche più simili.

## Sistemi multi-modali e errori
Per aumentare la sicurezza del sistema di riconoscimento si possono utilizzare più tecniche biometriche grazie ai sistemi multi modali. Questi sistemi permettono un riconoscimento più preciso e diminuiscono il failure-to-enroll rate, ovvero il tasso di errore.
Nell'identificazione infatti possiamo trovarci di fronte a due situazioni:
1. riconoscimento positivo si hanno due possibili situazioni: la persona è vera oppure è un impostore;
2. riconoscimento negativo il sistema o ha sbagliato dando un falso allarme oppure la persona è realmente un impostore.

Di conseguenza abbiamo due tipologie di errore:
- FRR (False Rejection Rate) è la percentuale di falsi rifiuti, utenti autorizzati ma respinti per errore, in pratica il sistema non riesce a riconoscere le persone autorizzate.
- FAR (False Acceptance Rate) è la percentuale di false accettazioni, utenti non autorizzati ma accettati per errore, il sistema quindi accetta le persone che non sono autorizzate.

Qualunque sistema biometrico permette di aumentare e diminuire la sensibilità, regolando il rapporto tra i falsi rifiuti e le false accettazioni.
Per comprendere meglio possiamo definire la variabile t come il grado di tolleranza del sistema. Se questo grado è basso si ha un numero elevato di false accettazioni, con un grado alto invece si ha un numero elevato di falsi rifiuti. Tramite le funzioni si può calcolare l'EER (Equal Error Rate)
FAR(t*) = FRR(t*) = EER
t* rappresenta il punto di equilibrio del sistema attraverso il quale è possibile regolare il rapporto FRR/FAR. Nelle applicazioni reali i valori di tolleranza si trovano al di sotto di t* per garantire un numero ridotto di false accettazioni.

## Sicurezza e privacy
Come per molti altri sistemi informatici provvisti di database e dati sensibili di utenti, un sistema di riconoscimento biometrico può essere soggetto ad attacchi che possono minare uno o più dei tre requisiti classici della sicurezza informatica ovvero la confidenzialità dei dati, l'integrità dei dati e la disponibilità dei dati minando quindi anche il funzionamento stesso del sistema di riconoscimento.

## Mercati di applicazione
I sistemi di riconoscimento biometrico vengono utilizzati in diversi tipi di mercato, sia in ambito governativo (Militare, Sanità, Giustizia, enti e istituzioni pubbliche) e sia in quello commerciale (turismo, trasporti, banche, assicurazioni, hi-tech, telecomunicazioni, industria), per assicurare una maggiore sicurezza ai sistemi, alle transazioni e alla tutela dei dati.
Le applicazioni maggiormente in uso sono:
- autenticazione degli accessi fisici in locali protetti,
- sicurezza nelle transazioni finanziarie,
- prevenzione delle frodi,
- proteggere e tutelare l'attività bancaria via internet,
- identificazione di soggetti,
- sicurezza negli aeroporti,
- investigazione,
- schedatura dei criminali.
- identificazione e schedatura delle persone migranti

### Smartphone
Un particolare campo di applicazione dei sistemi di riconoscimento biologico sono gli smartphone, in particolare il sistema più diffuso è il riconoscimento dell'impronta digitale tramite un apposito lettore. I primi cellulari ad implementare questa funzione sono stati i Toshiba G500 e G900 nel 2007, ma non sono mai stati lanciati sul mercato. Il primo cellulare ad avere il lettore d'impronte digitali sul mercato è stato il Motorola ATRIX nel 2011, ma è diventato particolarmente diffuso dal 2013, dopo che è stato adottato da Apple sull'iPhone 5s e nel 2014 dalla Samsung sul Galaxy S5. Il lettore di impronte digitali permette di sbloccare il proprio cellulare appoggiando il dito di cui si è registrata l'impronta, metodo spesso preferito dagli utenti perché più veloce rispetto all'inserimento della sequenza o della password ed immune alla sorveglianza visiva. Nel 2017 vengono introdotte due nuove tipologie di riconoscimento biometrico: uno da parte di Apple, la quale ha introdotto un sistema di riconoscimento facciale sull'iPhone X chiamato Face ID ed un altro da parte di Samsung, un sistema di riconoscimento basato sulla scansione dell'iride, introdotto sul Galaxy S8.